# Centro Interpretativo Las Salinas
Il Centro Interpretativo Don Efrén Pérez, più noto come Las Salinas ("le saline") sorge su una vasta area di estrazione del sale situata a Llanos Costa, una circoscrizione di Cabo Rojo, nella regione di Porta del Sol.